# La dama del millón
La dama del millón è un film argentino del 1956, diretto da Enrique Cahen Salaberry, tratto dall'omonima opera teatrale di Abel Santa Cruz.

## Trama
Una vedova che deve riscuotere l'assicurazione sulla vita del marito viene corteggiata dal direttore della compagnia assicuratrice, finché non si presenta lo stesso consorte, in realtà vivo e vegeto.

## Produzione
Il film, durante la lavorazione, ebbe il titolo Veinte metros de amor. Fu l'ultimo film interpretato da Felisa Mary.

## Distribuzione
Il film venne distribuito nelle sale argentine il 26 aprile 1956.

## Accoglienza critica
La Nación scrisse: «Mancanza di impegno, poco entusiasmo determinano che i momenti interessanti dell'intreccio rimangano come soffocati, senza difesa e, quindi, rivelando l'artificio della trama in ogni occasione». El Mundo giudicò la pellicola: «Film ordinario, con parziali sprazzi di buon umore, interpretato in interni lussuosi».